# If You See Her, Say Hello
If You See Her, Say Hello è un brano musicale di Bob Dylan pubblicato nel 1975 nel suo quindicesimo album in studio, Blood on the Tracks, e come singolo del lato B. È una delle cinque canzoni dell'album che Dylan ha registrato inizialmente a New York nel settembre del 1974 e poi nuovamente a Minneapolis nel dicembre dello stesso anno. L’incisione successiva è diventata la traccia dell'album (e un singolo). Una delle outtakes del settembre 1974 fu inclusa in The Bootleg Series Volumes 1–3 (Rare & Unreleased) 1961–1991.
La canzone descrive un anonimo che ha perso l'amore, non provando più affetto per la persona cara dopo aver avuto una crisi. Sebbene si senta chiaramente la ferita della rottura: «our separation, it pierced me to the heart» ("La nostra separazione mi ha trafitto il cuore"), la persona sembra non risentirsi del personaggio anonimo, dichiarando: «Oh, whatever makes her happy, I won't stand in the way» ("Oh, qualsiasi cosa la possa rendere felice non mi ci metterò di mezzo").

## Altre versioni
Esiste una versione in italiano del brano pubblicata da Francesco De Gregori con il titolo di Non dirle che non è così.
Jeff Buckley eseguì dal vivo una cover della canzone e la incise su Live at Sin-é.
Il cantautore brasiliano Renato Russo pubblicò una versione modificata di If You See Her, Say Hello.
Lo stesso Dylan eseguì diverse versioni del brano, anche con testi alternativi, nei suoi concerti. Un esempio lampante è la versione alternativa eseguita nel 1976 Lakeland che si differenzia totalmente dall'originale di Blood on the Tracks.

## Nella cultura di massa
Bob Geldof usò il titolo del brano come verso di apertura della composizione A Gospel Song, pubblicata nel suo album del 1990 The Vegetarians of Love.
Il brano viene menzionato da Hank Moody, personaggio interpretato da David Duchovny, alla fine dell'episodio 5 della serie televisiva Californication, che descrive l'album come un "classico da spezzare il cuore" e inizia a cantare il versetto iniziale della canzone a sua figlia Rebecca.
In un'intervista al The Guardian, il comico Ricky Gervais ha menzionato la canzone come l'ultima che abbia mai suonato mentre lavorava a Radio X. Ha anche nominato Blood on the Tracks come il suo album preferito.
La canzone è interpretata nella scena finale del 19º episodio nella nona stagione di E alla fine arriva mamma.